# Guillén Ramón de Moncada y Portocarrero
Guillén Ramón de Moncada y Portocarrero, marchese di Aitona (in catalano Guillem Ramon de Montcada i Portocarrero; Madrid, 23 dicembre 1671 – Valencia, 5 febbraio 1727), è stato un nobile e militare spagnolo.

## Biografia
Nacque a Madrid il 23 dicembre 1671 da Miguel Francisco, V marchese di Aitona (1652-1674), e dalla di lui consorte la nobildonna Luisa Feliciana Portocarrero y de Meneses y Noroña (1640-1705), contessa di Medellín, di cui era il primogenito di due figli. A soli tre anni rimase orfano del padre, morto in battaglia all'età di 22 anni per la difesa di Gerona, attaccata dai Francesi, ed ereditò tutti i suoi Stati feudali, e i titoli di Grande di Spagna, di Gentiluomo di camera del Re, di Gran siniscalco ereditario dell'Aragona, di maestro razionale della Catalogna, di cavaliere dell'Ordine di Calatrava, e di commendatore di Bexix e Castell de Castells.
Nel 1705, alla morte della madre ereditò tutti i titoli dei Portocarrero, quelli di Duca di Camiña, di Marchese di Villa Real, di Conte di Alcoutim, di Conte di Medellín e di Conte di Valenza y Valladares.

### Attività militare
Nel 1691, Moncada si arruolò nell'esercito catalano a Gerona; nel 1692, fu nominato maresciallo di campo dell'Esercito d'Aragona. Passato al presidio di Barcellona nel 1693, l'anno seguente fu promosso a generale d'artiglieria dell'Esercito di Catalogna, impiegato durante la Guerra della Grande Alleanza (1688-97).
Allo scoppio della guerra di successione spagnola del 1701, che alla morte senza eredi del re Carlo II di Spagna, vide la lotta per l'assunzione del trono iberico tra Filippo di Borbone, duca d'Angiò e l'arciduca Carlo d'Austria, il Marchese di Aitona si schierò dalla parte del borbonico, nominatosi Filippo V di Spagna, che lo promosse a generale della cavalleria, lo nominò suo gentiluomo di camera e gli affidò il comando di campo generale delle truppe spagnole in Lombardia. Eseguendo le sue funzioni di comandante dell'intera fanteria dell'esercito milanese, fu trovato in aiuto di Mantova (7 maggio 1702), nella battaglia di Luzzara (15 agosto) e riconquista di Guastalla (10 settembre), operazioni a cui personalmente parteciparono Filippo V e che le truppe imperiali furono costrette a ritirarsi verso l'alto Bormida, da dove sarebbero state espulse definitivamente l'anno successivo. Alla fine di quella campagna fu capitano della seconda compagnia spagnola delle Guardie reali del Corpo (1703-04), e successivamente colonnello del reggimento delle Guardie Reali di fanteria spagnola (1705).
Nel 1709, Moncada fu in Estremadura per la battaglia di La Gudina, dove fu al comando della cavalleria del dragone dell'esercito borbonico guidato da Alexandre Maître, marchese di Bay, contro quello anglo-portoghese guidato da Henri de Massue. Dopo quest'ultimo conflitto, il Re di Spagna nel 1710 lo promosse al grado di capitano generale dell'esercito. Nel 1714, fu nominato consigliere di guerra.
Morì a Valencia il 5 febbraio 1727.

### Matrimonio e discendenza
Guillén Ramón de Moncada y Portocarrero, VI marchese di Aitona, nel 1688 contrasse matrimonio con Ana María de Benavides y Aragón (1672-1720), figlia di Francisco, conte di Santisteban, che lo rese padre di tre figli:
- Miguel (1690-?), morto infante[1];
- María Teresa, VII marchesa di Aitona (1707-1756), che fu moglie di Luis Antonio Fernández de Córdoba y Spínola, duca di Medinaceli;
- Luisa († 1716), che fu moglie di Isidro de Silva Fernández de Hijar, duca di Hijar.

Rimasto vedovo nel 1720, si risposò con la nobildonna Rosa María de Castro y Portugal, contessa di Lemos (1691-1772), vedova del nipote Pedro Nicolás de Moncada de la Cerda y Leiva, marchese di Leiva (1694-1716), da cui non ebbe figli. Allorché il predetto Pedro Nicolás, unico figlio di Manuel Pedro de Moncada y Portocarrero (1672-1727), fratello minore del Marchese di Aitona, morì senza lasciare discendenza, e il medesimo Guillén Ramón non lasciò discendenza mascolina, con essi si estinse in linea maschile la dinastia dei Moncada di Spagna.

## Ascendenza
|                                                             |                                                 |                                                           | Genitori                                                        |  |  | Nonni |  |  | Bisnonni                                           |  |  | Trisnonni                                      |  |
|                                                             |                                                 |                                                           |                                                                 |  |  |       |  |  | Francisco de Moncada y Moncada, marchese di Aitona |  |  | Gastón de Moncada y Gralla, marchese di Aitona |  |
|                                                             |                                                 |                                                           |                                                                 |  |  |       |  |  | Francisco de Moncada y Moncada, marchese di Aitona |  |  | Gastón de Moncada y Gralla, marchese di Aitona |  |
|                                                             |                                                 | Catalina de Moncada y Bou                                 |                                                                 |  |  |       |  |  | Francisco de Moncada y Moncada, marchese di Aitona |  |  |                                                |  |
| Guillén Ramón de Moncada y Castro, marchese di Aitona       |                                                 |                                                           |                                                                 |  |  |       |  |  | Francisco de Moncada y Moncada, marchese di Aitona |  |  |                                                |  |
|                                                             |                                                 | Margarita de Castro y Alagón                              | Martín de Alagón Urriés, signore di Alfajarín                   |  |  |       |  |  |                                                    |  |  |                                                |  |
|                                                             |                                                 | Margarita de Castro y Alagón                              | Martín de Alagón Urriés, signore di Alfajarín                   |  |  |       |  |  |                                                    |  |  |                                                |  |
|                                                             |                                                 | Margarita de Castro y Alagón                              | Estefanía de Castro-Pinós Cervellón-Alagón, signora di Castro   |  |  |       |  |  |                                                    |  |  |                                                |  |
| Miguel Francisco de Moncada y Silva, marchese di Aitona     |                                                 | Margarita de Castro y Alagón                              |                                                                 |  |  |       |  |  |                                                    |  |  |                                                |  |
|                                                             |                                                 | Diego de Silva y Portugal, marchese di Orani              | Rodrigo de Silva y Mendoza, duca di Pastrana                    |  |  |       |  |  |                                                    |  |  |                                                |  |
|                                                             |                                                 | Diego de Silva y Portugal, marchese di Orani              | Rodrigo de Silva y Mendoza, duca di Pastrana                    |  |  |       |  |  |                                                    |  |  |                                                |  |
|                                                             |                                                 | Diego de Silva y Portugal, marchese di Orani              | Ana de Portugal y Borja, signora di Orani                       |  |  |       |  |  |                                                    |  |  |                                                |  |
| Ana de Silva Portugal y Corella                             |                                                 | Diego de Silva y Portugal, marchese di Orani              |                                                                 |  |  |       |  |  |                                                    |  |  |                                                |  |
|                                                             |                                                 | Lucrecia Ruiz de Corella y Moncada                        | Jerónimo Ruíz de Corella y Mendoza                              |  |  |       |  |  |                                                    |  |  |                                                |  |
|                                                             |                                                 | Lucrecia Ruiz de Corella y Moncada                        | Jerónimo Ruíz de Corella y Mendoza                              |  |  |       |  |  |                                                    |  |  |                                                |  |
|                                                             |                                                 | Lucrecia Ruiz de Corella y Moncada                        | Guiomar de Moncada y Gralla                                     |  |  |       |  |  |                                                    |  |  |                                                |  |
| Guillén Ramón de Moncada y Portocarrero, marchese di Aitona |                                                 | Lucrecia Ruiz de Corella y Moncada                        |                                                                 |  |  |       |  |  |                                                    |  |  |                                                |  |
|                                                             | Pedro Portocarrero y Córdoba, conte di Medellín | Rodrigo Jerónimo Portocarrero y Osorio, conte di Medellín |                                                                 |  |  |       |  |  |                                                    |  |  |                                                |  |
|                                                             | Pedro Portocarrero y Córdoba, conte di Medellín | Rodrigo Jerónimo Portocarrero y Osorio, conte di Medellín |                                                                 |  |  |       |  |  |                                                    |  |  |                                                |  |
|                                                             | Pedro Portocarrero y Córdoba, conte di Medellín | Juana Fernández de Córdoba y Córdoba                      |                                                                 |  |  |       |  |  |                                                    |  |  |                                                |  |
| Pedro Portocarrero y Aragón, conte di Medellín              | Pedro Portocarrero y Córdoba, conte di Medellín |                                                           |                                                                 |  |  |       |  |  |                                                    |  |  |                                                |  |
|                                                             |                                                 | Ana de Córdoba y Aragón y Cabrera                         | Luis Ramón de Aragón Folc de Cardona y Córdoba, conte di Prades |  |  |       |  |  |                                                    |  |  |                                                |  |
|                                                             |                                                 | Ana de Córdoba y Aragón y Cabrera                         | Luis Ramón de Aragón Folc de Cardona y Córdoba, conte di Prades |  |  |       |  |  |                                                    |  |  |                                                |  |
|                                                             |                                                 | Ana de Córdoba y Aragón y Cabrera                         | Ana Enríquez de Cabrera y Mendoza                               |  |  |       |  |  |                                                    |  |  |                                                |  |
| Luisa Feliciana Portocarrero, contessa di Medellín          |                                                 | Ana de Córdoba y Aragón y Cabrera                         |                                                                 |  |  |       |  |  |                                                    |  |  |                                                |  |
|                                                             |                                                 | Luis de Meneses y Noroña y Silva                          | Manuel de Meneses y Noroña y Alencaster, duca di Villa Real     |  |  |       |  |  |                                                    |  |  |                                                |  |
|                                                             |                                                 | Luis de Meneses y Noroña y Silva                          | Manuel de Meneses y Noroña y Alencaster, duca di Villa Real     |  |  |       |  |  |                                                    |  |  |                                                |  |
|                                                             |                                                 | Luis de Meneses y Noroña y Silva                          | María de Silva y Coutiño                                        |  |  |       |  |  |                                                    |  |  |                                                |  |
| María Beatríz de Meneses y Noroña                           |                                                 | Luis de Meneses y Noroña y Silva                          |                                                                 |  |  |       |  |  |                                                    |  |  |                                                |  |
|                                                             |                                                 | Juliana de Meneses y Henriques                            | Luis de Meneses y Silva, conte di Tarouca                       |  |  |       |  |  |                                                    |  |  |                                                |  |
|                                                             |                                                 | Juliana de Meneses y Henriques                            | Luis de Meneses y Silva, conte di Tarouca                       |  |  |       |  |  |                                                    |  |  |                                                |  |
|                                                             |                                                 | Juliana de Meneses y Henriques                            | Ignacia Henriques                                               |  |  |       |  |  |                                                    |  |  |                                                |  |
|                                                             |                                                 | Juliana de Meneses y Henriques                            |                                                                 |  |  |       |  |  |                                                    |  |  |                                                |  |